# Goniodiscaster scaber
Goniodiscaster scaber är en sjöstjärneart som först beskrevs av Moebius 1859.  Goniodiscaster scaber ingår i släktet Goniodiscaster och familjen Oreasteridae. Inga underarter finns listade i Catalogue of Life.